# Cabo Raso (Argentine)
Pour les articles homonymes, voir Cabo Raso.
Cabo Raso est une localité rurale (paraje) argentine située dans le département de Florentino Ameghino, dans la province de Chubut.

## Histoire
Depuis la fin du XIXe siècle, il était utilisé comme un port naturel, ce qui a donné à la localité une certaine prospérité. C'est là que circulaient les transports terrestres qui reliaient les localités de la Patagonie côtière. Elle avait un magasin général (La Castellana), un juge de paix, un bureau de poste, un télégraphe, des maisons et des rues. Il y avait également un internat, l'école no 92, construit en pierre en 1909 (à côté de la maison du directeur et de sa famille), pour les enfants qui vivaient dans les ranchs situés jusqu'à 100 kilomètres de distance. Une partie de la population se consacrait à la pêche (notamment à l'argenté et au saumon de mer), car leurs bateaux pouvaient s'approcher très près de la côte, grâce à la grande profondeur de l'eau près des plages. En 1925, le phare de Cabo Raso a été inauguré.
Il était fréquenté toute l'année, car les omnibus s'y arrêtaient, sur leur trajet entre les villes de Trelew et Comodoro Rivadavia. Par voie maritime également, surtout avant la construction de la route côtière, des navires venaient approvisionner la ville, transbordant des cargaisons par barges, et chargeant les balles de laine générées par les ranchs de moutons d'une vaste région, parmi lesquels le ranch La Maciega est très important, puisque c'est là que Juan Domingo Perón a passé une partie de son enfance depuis 1901. Ses attraits naturels lui ont donné une qualité supplémentaire lorsque le tourisme de la côte patagonienne s'est développé. Cependant, la décision de paver la route nationale 3 non pas le long de la route côtière mais à l'intérieur des terres, dans le but de raccourcir la distance entre Trelew et Comodoro, a signifié la mort de la ville. La nouvelle route pavée a supprimé à jamais la circulation des véhicules à Cabo Raso, de sorte qu'en quelques années, le village a perdu ses 200 habitants et a finalement été abandonné en 1985, transformant la localité en une ville fantôme,.
Une casemate d'essai Vector Condor II a été construit en 1986. Son origine, son développement et son annulation, le Dr Pablo De León, Universidad de San Andrés, décrit comment Cabo Raso a été sélectionné pour les tests.
Dès 1986, la FAA avait perçu la nécessité de trouver un site de lancement pour les fusées Condor. Cabo Raso, dans la province de Chubut, au sud de Punta Tombo, a été choisi comme site répondant aux caractéristiques requises pour les essais en vol du Condor. Cette sélection a été remise à l'armée de l'air en mars 1987 et les travaux de construction primaire ont commencé immédiatement. Les routes ont été adaptées pour permettre l'accès des camions et des conteneurs, une casemate de protection a été construite en béton armé pour les lancements d'essai et des matériaux préfabriqués ont été apportés pour le conduit de câbles entre la rampe de lancement et la zone de contrôle.

## Géographie
Cabo Raso a un littoral composé de plages de galets. Le climat est aride, tempéré-froid, et venteux toute l'année, surtout au printemps. Les précipitations annuelles cumulées sont d'environ 181 mm. Cette zone est moins touchée par les chutes de neige hivernales, qui ne durent généralement que quelques jours, car la région est tempérée par les eaux de la mer d'Argentine, de sorte que la chaleur estivale est moins marquée qu'à l'intérieur des terres. Le type climatique caractéristique est le « semi-aride patagonien ».
Sur le plan floristique, il constitue la limite écotonique entre le district phytogéographique des plaines et des hauts plateaux de la province phytogéographique des montagnes, au nord, et le district phytogéographique du golfe de San Jorge de la province phytogéographique de Patagonie, au sud. Elle comprend principalement des formations steppiques herbacées et arbustives.